# Tricine (flavone)
Pour le tampon, voir Tricine (tampon)
La tricine est un composé de la famille des flavones et plus précisément des flavones O-methylées. Elle est notamment présente dans le son de riz et dans la canne à sucre.

## Biosynthèse
Si la biosynthèse totale des flavones n'a pour l'instant pas été identifiée complètement, la plupart des étapes du mécanismes ont elles été identifiées et étudiées. La première partie de la biosynthèse de la tricine inclut l'addition de malonyl-CoA, produit par la voie des polycétides, et de p-coumaroyl-CoA produit par la voie des phénylpropanoïdes. Cette série des réactions est biocatalysées par les actions successives de la chalcone synthase et de la chalcone isomérase, pour former la naringinine chalcone (en), puis la flavanone naringinine. CYP93G1, une hémoprotéine de la famille des CYP450 désaturate ensuite la naringinine en apigénine.  À ce stade, il a été proposé qu'une enzyme, la flavonoïde 3'5'-hydroxylase (F3’5’H), catalyse la transformation de l'apigénine en tricétine. Enfin, cette dernière subit l'action de la 3'-O-méthyltransferase et de la 5’-O-méthyltransferase qui ajoute des groupes méthoxy pour former la tricine.

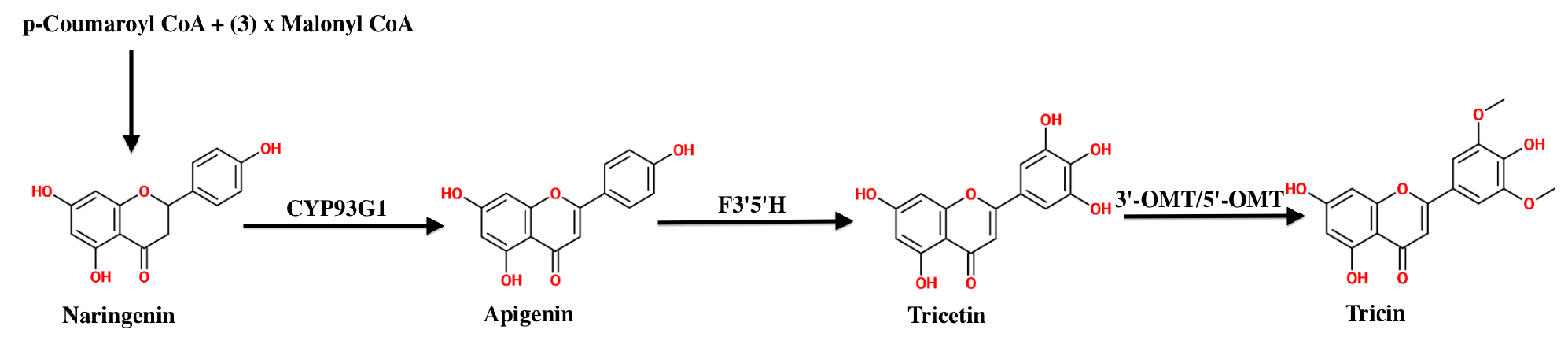
Biosynthèse de la tricine : la p-coumaroyl-CoA et trois unités de malonyl-CoA forment la naringunine, qui est ensuite progressivement transformée en tricine.

## Hétérosides
Comme la plupart des flavonoïdes, la tricine est présente dans la nature sous forme d'hétéroside où elle joue le rôle de l'aglycone. On peut notamment citer: 
- la tricine 4'-glucoside (tricine-4'-O-bêta-D-glucopyranoside, numéro CAS 71855-50-0)
- la tricine 5-glucoside (tricine 5-O-bêta-D-glucopyranoside, numéro CAS 32769-00-9)
- la tricine 7-O-glucoside (tricine 7-O-bêta-D-glucopyranoside, numéro CAS 32769-01-0)

## Autres composés dérivés de la tricine
Trois flavonolignanes dérivés de la tricine ont été isolés de l'avoine cultivée (Avena sativa).